# Kismarosi-sziget
A Kismarosi-sziget a Duna váci ágában található balparti sziget. Közigazgatásilag Kismaros és Nagymaros határán helyezkedik el. Jelentős mértékben feltöltődött holtág választja el a parttól. Nem összetévesztendő a tőle nyugatra kiemelkedett, mára beerdősült zátony szigettel.

## Fekvése
A Duna bal partján, az 1691,2 – 1689,8 folyamkilométer között terül el. Hosszát és szélességét nem lehet már pontosan megállapítani, mivel jelentős mértékben összeforrt a parttal. Könnyedén megközelíthető a Budapest-Szob kerékpárútról. 

## Előzménye: a Duna-Réti-sziget
Az I. Katonai felmérés óta eltelt kb. 200 évben jelentős változások mentek végbe a Dunán Kismarosnál. 1780 körül egyetlen nagy, orsó alakú sziget állt a mederben. 100 évvel később a II. Katonai felmérés idejére ez a Duna-Rétinek nevezett sziget duplájára növekedett. Megjelent a Kismarosi-sziget előzményének tekinthető homokzátony, valamint egy kisebb sziget e kettő között. 1930 körül a Duna-Réti-sziget teljes egészében a part részévé vált. 

## Fejlődése
A XIX. század derekán, homokzátonyként emelkedett ki a Duna balpartján egy viszonylag sekély szakaszon. A Dunakanyart elhagyó folyó sebessége hirtelen lecsökken, ahogy sík vidékre ér, a hordalékát lerakja. Ez a jelenség hozta létre a szemközt elhelyezkedő Szentendrei-szigetet is. A XX. század húszas éveiben már szigetként jelölik. Folyásirány szerinti felső csúcsán kisvizek idején kiterjedt zátony zárta el a mellékágat. 1945 után, a hajózhatóság érdekében végzett kotrás, valamint a kavicsbányászat hatására ez a sekély folyószakasz nagyrészt szárazulattá vált. Folyamatos hordaléklerakódás elsősorban a nyugati szakaszon zajlott. Ezen a szakaszon szűnt meg először a kapcsolat a főággal. A keleti szigetcsúcs közelében a partról egy turzás-szerű mederforma képződött, így kismarosi-mellékág hamarosan holtággá változott. A feltöltődés felgyorsulásában szerepet játszott a holtágat kettéosztó keresztgát felépülése. 

## Hidrológiai viszonyai
A Kismarosi-sziget előterében, a balparton a mai napig erőteljes üledékfelhalmozódás figyelhető meg. Ez a felhalmozódás forrasztotta a szigetet nyugatról a szárazföldhöz, olyannyira, hogy ezen a szakaszon az egykori mederformákat már nagyon nehéz felismerni. A nagyobb árvizek még alkalmanként átöblítik a holtágat, viszont a magával hozott üledék a gát miatt nem tud eltávozni. Így a gáttól nyugatra sokkal jobban záródott a növényzet a mederben. A vízáramlás gyakoribbá vált, miután a gátat egy helyen megbontották, és egy vascső átereszt építettek belé. A gáttól keletre sokkal mélyebb a meder, több a nyílt vízfelület. Áradásos helyzetben egy keskeny meder vezeti el a holtág vizét vissza a főágba. 
A mellékágba egy állandó vízfolyás csatlakozik, a Mosoni-patak, mely a Törökmezőhöz közeli Nagykelemen-hegy vizeiből táplálkozik, valamint egy időszakos vízmosás, amely a település felett emelkedő János-hegy csapadékvizét gyűjti össze.